# Orangeville, Utah
Orangeville är en ort i Emery County i delstaten Utah, USA.